# Pierre Korb
Pierre Korb (ur. 20 kwietnia 1908 w Mulhouse, zm. 22 lutego 1980 tamże) – francuski piłkarz, reprezentant kraju, grający na pozycji napastnika.

## Kariera klubowa
Korb od 1927 występował w zespole FC Mulhouse. Przez kolejne 10 lat gry w tym zespole wystąpił w 118 meczach, w których strzelił 24 bramki.
W 1937 przeszedł do FC Sochaux-Montbéliard. W sezonie 1937/38 odniósł wraz z klubem największy sukces w karierze, sięgając po drugie w historii klubu mistrzostwo Première Division. Przez 2 lat gry dla Les Lionceaux w 44 występach strzelił 7 bramek.
Wybuch II wojny światowej sprawił, że we Francji do 1942 nie odbywały się rozgrywki sportowe. Czas ten spędził w FC Mulhouse, w którym w 1943 zakończył karierę piłkarską. 
| Sezon   | Klub                   | Kraj       | Rozgrywki         | Mecze | Bramki |
| ------- | ---------------------- | ---------- | ----------------- | ----- | ------ |
| 1927/28 | FC Mulhouse            | Francja    |                   |       |        |
| 1928/29 | FC Mulhouse            | Francja    |                   |       |        |
| 1929/30 | FC Mulhouse            | Francja    |                   |       |        |
| 1930/31 | FC Mulhouse            | Francja    |                   |       |        |
| 1931/32 | FC Mulhouse            | Francja    |                   |       |        |
| 1932/33 | FC Mulhouse            | Francja    | Première Division | 12    | 1      |
| 1933/34 | FC Mulhouse            | Francja    | Division 2        | 24    | 8      |
| 1934/35 | FC Mulhouse            | Francja    | Première Division | 29    | 7      |
| 1935/36 | FC Mulhouse            | Francja    | Première Division | 27    | 2      |
| 1936/37 | FC Mulhouse            | Francja    | Première Division | 26    | 6      |
| 1937/38 | FC Sochaux-Montbéliard | Francja    | Première Division | 19    | 5      |
| 1938/39 | FC Sochaux-Montbéliard | Francja    | Première Division | 25    | 2      |
| 1939/40 |                        |            |                   |       |        |
| 1940/41 | FC Mulhouse            | III Rzesza | Gauliga Elsaβ     |       |        |
| 1941/42 | FC Mulhouse            | III Rzesza | Gauliga Elsaβ     |       |        |
| 1942/43 | FC Mulhouse            | III Rzesza | Gauliga Elsaβ     |       |        |

## Kariera reprezentacyjna
Korb zadebiutował w reprezentacji Francji 23 lutego 1930 w meczu przeciwko Portugalii, przegranym 0:2. Cztery lata później został powołany Mistrzostwa Świata. Podczas turnieju rozgrywanego we Wloszech pełnił rolę zawodnika rezerwowego.
Po raz ostatni w reprezentacji zagrał 25 marca 1934 w meczu przeciwko Czechosłowacji, przegranym 1:2 (Korb zdobył w tym meczu bramkę). Łącznie Korb w latach 1930–1934 wystąpił w 12 spotkaniach reprezentacji Francji, w których strzelił 2 bramki.
| Mecze i gole w reprezentacji | Mecze i gole w reprezentacji | Mecze i gole w reprezentacji | Mecze i gole w reprezentacji | Mecze i gole w reprezentacji | Mecze i gole w reprezentacji | Mecze i gole w reprezentacji |
| #                            | Data                         | Miasto                       | Przeciwnik                   | Gol                          | Wynik                        | Rozgrywki                    |
| ---------------------------- | ---------------------------- | ---------------------------- | ---------------------------- | ---------------------------- | ---------------------------- | ---------------------------- |
| 1.                           | 23.02.1930                   | Porto                        | Portugalia                   |                              | 0:2                          | towarzyski                   |
| 2.                           | 23.03.1930                   | Colombes                     | Szwajcaria                   |                              | 3:3                          | towarzyski                   |
| 3.                           | 13.04.1930                   | Colombes                     | Belgia                       |                              | 1:6                          | towarzyski                   |
| 4.                           | 11.05.1930                   | Colombes                     | Czechosłowacja               | Gol                          | 2:3                          | towarzyski                   |
| 5.                           | 18.05.1930                   | Colombes                     | Szkocja                      |                              | 0:2                          | towarzyski                   |
| 6.                           | 25.01.1931                   | Bolonia                      | Włochy                       |                              | 0:5                          | towarzyski                   |
| 7.                           | 15.03.1931                   | Colombes                     | Niemcy                       |                              | 1:0                          | towarzyski                   |
| 8.                           | 05.06.1932                   | Belgrad                      | Jugosławia                   |                              | 1:2                          | towarzyski                   |
| 9.                           | 09.06.1932                   | Sofia                        | Bułgaria                     |                              | 5:3                          | towarzyski                   |
| 10.                          | 12.06.1932                   | Bukareszt                    | Rumunia                      |                              | 3:6                          | towarzyski                   |
| 11.                          | 11.03.1934                   | Paryż                        | Szwajcaria                   |                              | 0:1                          | towarzyski                   |
| 12.                          | 25.03.1934                   | Colombes                     | Czechosłowacja               | Gol                          | 1:2                          | towarzyski                   |

## Sukcesy
FC Sochaux-Montbéliard
- Mistrzostwo Francji (1): 1937/38